# (6585) О’Киф
(6585) О’Киф (лат. O'Keefe) — астероид, относящийся к группе астероидов, пересекающих орбиту Марса. Он был открыт 16 сентября 1984 года американскими астрономами Кэролин Шумейкер и Юджином Шумейкером в Паломарской обсерватории и назван в честь американского астронома Джона О'Кифа.

Орбита астероида О’Киф и его положение в Солнечной системе